# Svante Nilsson
Svante Nilsson (Sture) (vers 1460-2 janvier 1512) est un homme d'État suédois, Régent ou Administrateur du royaume de Suède (suédois: Riksföreståndare) à l'époque de l'union de Kalmar de 1504 à 1512.

## Biographie
Il est né autour de 1460 et est le fils de Nils Bosson (mort en 1494), de la famille des Natt och Dag (dont la mère Karin était de la famille des Sture). Il n'a jamais utilisé lui-même le nom de Sture, mais son fils le fit en raison du prestige de ce nom.
Il devient membre du Conseil du Royaume de Suède en 1482 déjà, mais est en opposition avec son lointain parent Sten Sture le Vieil, allant même jusqu'à soutenir Jean Ier de Danemark. Il change ensuite de camp, contre son gré, et soutient Sten Sture dans le renversement du roi, ce qui lui vaudra d'être élu lui-même régent à la mort de Sten Sture (†1503) en 1504. Sa démission est demandée par le Conseil secret au cours de l'été 1511, mais dans les faits, il reste au pouvoir jusqu'à sa mort le 2 janvier 1512.
Pendant les huit années de son gouvernement, il résiste avec succès aux tentatives du roi Jean Ier et de son fils le futur roi Christian destinées à réintégrer le royaume de Suède dans l’Union.
Sur le plan intérieur, il travaille à l’établissement d’un régime monarchique destiné à assurer sa succession à son fils Sten Sture le Jeune né en 1492. Il est puissamment aidé par son conseiller le patriote Hemming Gadh, évêque de Linköping (1501-1512), le chef du « Parti suédois ». Ce dernier conduit personnellement le siège du château de Kalmar en 1509-1510 et comme ambassadeur à Lubeck en 1510-1512, il persuade le Conseil de la Hanse d’intervenir aux côtés des Suédois contre le Danemark
Ses efforts pour maintenir l’indépendance de la Suède entraînent de nombreux conflits avec les nobles séculiers et religieux du Conseil conduits par l’archevêque Jakob Ulvsson  qui s’opposent à toutes ses réformes visant à réduire leur privilèges et leur influence dans le gouvernement.
Svante Sture, vient de triompher de l’opposition aristocratique de l’assemblée à l’automne 1511 lorsqu’il meurt au début de l’année suivante. Après sa disparition, le Conseil du Royaume élit comme régent Erik Trolle le chef de cette opposition.

## Postérité
Svante Nilson eut deux épouses :
1. Illiana fille d'Ehrengisle Gädda (1490-1495) dont :
  - Sten Sture le Jeune né en 1492, Administrateur du royaume de Suède.
2. Martha (1504-1512), fille d'Ivar Jönsson.

## Sources
- (en) Cet article est partiellement ou en totalité issu de l’article de Wikipédia en anglais intitulé « Svante Nilsson (regent of Sweden) » (voir la liste des auteurs).